# Острова Торрес
Острова Торрес (англ. Torres Islands) — группа островов в юго-западной части Тихого океана между островами Санта-Крус и Новые Гебриды. Входят в состав провинции Торба Республики Вануату. Административным центром островов является поселение Лунгхареги (Lungharegi).
К северу от островов расположена провинция Темоту Соломоновых Островов, на юге — остров Эспириту-Санто, на юго-востоке — острова Банкс.

## Название
До открытия островов европейцами острова Торрес носили название Вава или Ваве (Vava or Vave) [ˈβaβə]. Тем не менее, в начале XIX века за островами закрепилось название острова Торрес в честь испанского мореплавателя Луиса Ваэса де Торреса, исследовавшего в 1606 году некоторые из островов в северной и центральной частях Вануату. Тем не менее, ни Торрес, ни Кирос (его командир) никогда не видели и не высаживались на островах Торрес.

## География
В состав группы Торрес входят семь островов: Хиу (Hiu или Hiw), Метома (Metoma), Тегуа (Tegua), Нгвел (Ngwēl), Линуа (Linua), Ло (Lo или Loh) и Тога (Toga).
| № | Остров | Площадь, км² | Население, чел. (2009 год) | Наивысшая точка, м | Координаты                       |
| - | ------ | ------------ | -------------------------- | ------------------ | -------------------------------- |
| 1 | Хиу    | 51,1         | 269                        | 366                | 13°08′20″ ю. ш. 166°33′49″ в. д. |
| 2 | Метома | 3,0          | 13                         | 115                | 13°12′28″ ю. ш. 166°36′02″ в. д. |
| 3 | Тегуа  | 30,7         | 58                         | 300                | 13°14′48″ ю. ш. 166°37′01″ в. д. |
| 4 | Нгвел  | 0,1          | —                          | 4                  | 13°16′08″ ю. ш. 166°35′10″ в. д. |
| 5 | Линуа  | 2,2          | —                          | 26                 | 13°19′37″ ю. ш. 166°37′57″ в. д. |
| 6 | Ло     | 11,9         | 210                        | 115                | 13°21′02″ ю. ш. 166°38′40″ в. д. |
| 7 | Тога   | 18,8         | 276                        | 240                | 13°25′20″ ю. ш. 166°41′30″ в. д. |
|   | Всего  | 117,8        | 826                        | 366                | 13°15′ ю. ш. 166°37′ в. д.       |

С севера на юг острова простираются примерно на 42 км. Рельеф островов холмистый.

## История
Согласно скудным археологическим находкам острова Торрес были заселены примерно 3200 лет назад. Многочисленные факты, как археологические, так и устные, свидетельствуют о том, что до первых контактов с европейцами на островах была совершенно иная система организации поселений. В отличие от современности в прошлом поселения располагались не на побережье, а во внутренних районах островов и представляли собой поселения расширенных семей (на островах они назывались гмел). В результате в центральной части островов можно было найти множество расчищенных участков, на которых располагались домашние хозяйства и ритуальные площадки.
Острова Торрес были открыты европейцами только в XIX веке. Но уже в 1880-х годах на них появились первые миссионеры Англиканской меланезийской миссии. К этому времени относится переселение большей части населения островов на побережье. Миссионеры способствовали распространению не только христианских идей, но и просвещения. Однако образование на островах вплоть до 1970-х годов велось на языке острова Мота, расположенного в группе Банкс, где находился региональный центр миссии. На этот же язык была переведена Библия. Это, конечно же, не могло не отразиться отрицательно на местных языках островов Торрес.
Несмотря на присутствие на островах Англиканской меланезийской миссии, первый постоянный миссионерский центр в группе появился только в начале XX века.
Несмотря на во многом положительную роль миссионеров, в период со второй половины XIX века по первую половину XX века численность местного населения резко сократилась вследствие многочисленных эпидемий из-за болезней, занесённых на острова европейцами, а также порабощения островитян. В результате, в начале 1930-х годов численность коренных жителей составляла всего 56 человек.
В период колониального господства острова были частью франко-британского совладения Новые Гебриды. В 1980 году острова Торрес стали частью Республики Вануату.

## Население
Численность населения группы Торрес составляет около 826 человек (2009), проживающих в десяти поселениях, сосредоточенных преимущественно вблизи морского берега.
На островах Торрес существуют два местных языка: хиу и ло-тога. На хиу разговаривают жители острова Хиу (примерно 200 человек), на ло-тога — в основном жители островов Лох и Тога (около 750 человек). В языке ло-тога выделяются два диалекта — ло и тога. Первая попытка подробного изучения этих языков была предпринята только в 2004 году французским лингвистом.

## Инфраструктура
В 1983 году на острове Линуа была построена взлётно-посадочная полоса, которая обеспечивает регулярное авиасообщение с другими островами Вануату. На островах имеется телефонная связь, небольшая больница, но отсутствуют банки и полицейские участки.

## Культура
Острова Торрес находятся на границе меланезийской и полинезийской культур. Основным занятием современных жителей островов Торрес является натуральное сельское хозяйство и рыболовство. Несмотря на маленькую численность населения, сохранилось достаточно богатое культурное наследие, в частности, ритуальные головные уборы под названием темет (temēt), которые используются во время ритуальных песнопений и танцев.